# Ayuntamiento de Cáceres
El Ayuntamiento de Cáceres es una de las cuatro administraciones públicas con responsabilidad política en la ciudad de Cáceres, junto a la Administración General del Estado de España, la Junta de Extremadura y la Diputación de Cáceres.
Desde 1979 sus responsables políticos son escogidos por sufragio universal por los ciudadanos de Cáceres con derecho a voto, en elecciones celebradas cada cuatro años. En la actualidad su alcalde es Rafael Mateos Pizarro del Partido Popular, y gobierna desde 2023, año en el que ganó las elecciones municipales, arrebatando así el cargo a Luis Salaya, del Partido Socialista Obrero Español, quien lo había ostentado durante la última legislatura.

## Alcaldes
Elena Nevado del Campo es la segunda mujer que ocupa el cargo de alcaldesa en Cáceres; la primera fue su predecesora Carmen Heras. Desde la instauración de la democracia, la ciudad ha tenido los siguientes alcaldes:

Composición del pleno en la legislatura 2019-2023:
PSOE
PP
Cs
Podemos-IU-Equo
Vox

| 9 PSOE 7 PP 5 Cs | 3 Podemos-IU-Equo 1 Vox |

| Periodo   | Nombre                                                               | Partido                                  |
| --------- | -------------------------------------------------------------------- | ---------------------------------------- |
| 1979-1983 | Luis González Cascos (1979-1980) Manuel Domínguez Lucero (1980-1983) | Unión de Centro Democrático (UCD)        |
| 1983-1987 | Juan Iglesias Marcelo                                                | Partido Socialista Obrero Español (PSOE) |
| 1987-1991 | Carlos Sánchez Polo                                                  | Partido Socialista Obrero Español (PSOE) |
| 1991-1995 | Carlos Sánchez Polo                                                  | Partido Socialista Obrero Español (PSOE) |
| 1995-1999 | José María Saponi Mendo                                              | Partido Popular (PP)                     |
| 1999-2003 | José María Saponi Mendo                                              | Partido Popular (PP)                     |
| 2003-2007 | José María Saponi Mendo                                              | Partido Popular (PP)                     |
| 2007-2011 | Carmen Heras Pablo                                                   | Partido Socialista Obrero Español (PSOE) |
| 2011-2015 | Elena Nevado del Campo                                               | Partido Popular (PP)                     |
| 2015-2019 | Elena Nevado del Campo                                               | Partido Popular (PP)                     |
| 2019-2023 | Luis Salaya Julián                                                   | Partido Socialista Obrero Español (PSOE) |
| 2023-act. | Rafael Mateos Pizarro                                                | Partido Popular (PP)                     |

## Concejales ilustres
Del período anterior, destaca la figura de Valeriano Gutiérrez Macías primer teniente alcalde, escritor, ensayista y profundo conocedor de las tradiciones y el folclore cacereño.

## Competencias
El Ayuntamiento es el organismo con mayores competencias y funcionarios públicos en la ciudad, ya que regula la vida diaria de los ciudadanos, e importantes asuntos como la planificación urbanística, los transportes, la recaudación de impuestos municipales, la gestión de la seguridad vial mediante la Policía Local, el mantenimiento de la vía pública (asfaltado, limpieza...) y de los jardines. También es el responsable de la construcción de equipamientos municipales como guarderías, polideportivos, bibliotecas, residencias para la tercera edad, viviendas de protección pública.

## Estructura de organización
El Ayuntamiento de Cáceres está organizado en las siguientes Concejalías

### María de los Ángeles Costa Fanega
Concejalía de Economía, Hacienda, Mercados, Contratación, Comercio, Empresa y Régimen Interio

### Jorge Villar Guijarro
Concejalía de Turismo, Innovación, Transparencia y Desarrollo Tecnológico

### María Josefa Pulido Pérez
Concejalía de Asuntos Sociales, Universidad Popular, Educación, Inclusión, Empleo, Accesibilidad y Mujer

### Andrés Licerán González
Concejalía de Fomento, Infraestructuras, Servicios Públicos, Seguridad y Recursos Humanos

### Fernanda Valdés Sánchez
Concejalía de Cultura y Festejos

### José Ramón Bello Rodrigo
Concejalía de Urbanismo y Patrimonio

### Paula Rodríguez Pallero
Concejalía de Juventud, Deportes e Infancia

### David Santos Holguín
Concejalía de Igualdad, LGTBI, Cooperación, Participación Ciudadana y Barrios

## Pleno
| Partido político | Partido político                                                    | 2023   | 2019   | 2015   | 2011   | 2007   | 2003   | 1999   | 1995   | 1991   | 1987   | 1983   | 1979   |
| Partido político | Partido político                                                    | Ediles | Ediles | Ediles | Ediles | Ediles | Ediles | Ediles | Ediles | Ediles | Ediles | Ediles | Ediles |
|                  | Partido Popular (PP)-Alianza Popular (AP)                           | 11     | 7      | 11     | 16     | 12     | 13     | 15     | 15     | 12     | 9      | 9      | –      |
|                  | Partido Socialista Obrero Español (PSOE)                            | 10     | 9      | 8      | 7      | 11     | 11     | 9      | 7      | 12     | 9      | 12     | 9      |
|                  | Vox                                                                 | 2      | 1      | —      | —      | —      | —      | —      | —      | —      | —      | —      | —      |
|                  | Podemos-Izquierda Unida (IU)-Partido Comunista de España (PCE)      | 2      | 3      | 0      | 2      | 1      | 1      | 1      | 3      | 0      | 0      | 0      | 2      |
|                  | Ciudadanos (CS)                                                     | 0      | 5      | 4      | —      | —      | —      | —      | —      | —      | —      | —      | —      |
|                  | Extremadura Unida (EU)                                              | PP     | PP     | PP     | PP     | PP     | 0      | 0      | 0      | 1      | 3      | 2      | –      |
|                  | Cáceres Eres Tú                                                     | —      | —      | 2      | —      | —      | —      | —      | —      | —      | —      | —      | —      |
|                  | Foro Ciudadano de Cáceres (FCC)                                     | —      | —      | —      | 0      | 1      | —      | —      | —      | —      | —      | —      | —      |
|                  | Agrupación Cacereña Independiente (ACI)                             | —      | —      | —      | —      | —      | —      | —      | —      | —      | —      | 2      | 4      |
|                  | Centro Democrático y Social (CDS)-Unión de Centro Democrático (UCD) | —      | —      | —      | —      | —      | —      | —      | —      | 0      | 4      | 0      | 10     |

## Resultados electorales
| Partido político                                                    | 2023  | 2023   | 2023       | 2019  | 2019   | 2019       | 2015  | 2015   | 2015       | 2011                     | 2011                     | 2011                     | 2007                     | 2007                     | 2007                     | 2003  | 2003   | 2003       | 1999  | 1999   | 1999       | 1995  | 1995   | 1995       | 1991  | 1991   | 1991       | 1987  | 1987   | 1987       | 1983  | 1983   | 1983       | 1979  | 1979   | 1979       |
| Partido político                                                    | %     | Votos  | Concejales | %     | Votos  | Concejales | %     | Votos  | Concejales | %                        | Votos                    | Concejales               | %                        | Votos                    | Concejales               | %     | Votos  | Concejales | %     | Votos  | Concejales | %     | Votos  | Concejales | %     | Votos  | Concejales | %     | Votos  | Concejales | %     | Votos  | Concejales | %     | Votos  | Concejales |
| Partido Popular (PP)-Alianza Popular (AP)                           | 40,09 | 20 446 | 11         | 26,48 | 13 088 | 7          | 34,46 | 17 454 | 11         | 56,58                    | 29 013                   | 16                       | 46,20                    | 22 811                   | 12                       | 47,02 | 22 423 | 13         | 52,40 | 22 050 | 15         | 56,32 | 24 859 | 15         | 39,44 | 13 218 | 12         | 31,76 | 11 284 | 9          | 31,64 | 9845   | 9          | —     | —      | —          |
| Partido Socialista Obrero Español (PSOE)                            | 33,44 | 10 054 | 10         | 34,38 | 16 995 | 9          | 27,61 | 13 986 | 8          | 24,28                    | 12 450                   | 7                        | 39,58                    | 19 541                   | 11                       | 39,94 | 19 046 | 11         | 33,69 | 14 179 | 9          | 27,29 | 12 045 | 7          | 38,57 | 12 928 | 12         | 32,70 | 11 618 | 9          | 43,36 | 13 491 | 12         | 33,32 | 9017   | 9          |
| Vox                                                                 | 9,10  | 4641   | 2          | 6,80  | 3362   | 1          | —     | —      | —          | —                        | —                        | —                        | —                        | —                        | —                        | —     | —      | —          | —     | —      | —          | —     | —      | —          | —     | —      | —          | —     | —      | —          | —     | —      | —          | —     | —      | —          |
| Podemos-Izquierda Unida (IU)-Partido Comunista de España (PCE)      | 6,69  | 3414   | 2          | 10,65 | 5266   | 3          | 3,80  | 1923   | 0          | 7,84                     | 4022                     | 2                        | 5,40                     | 2667                     | 1                        | 5,19  | 2477   | 1          | 5,33  | 2241   | 1          | 10,62 | 4685   | 3          | 4,95  | 1659   | 0          | 3,32  | 1180   | 0          | 3,48  | 1082   | 0          | 8,96  | 2425   | 2          |
| Ciudadanos (CS)                                                     | 1,80  | 920    | 0          | 19,47 | 9623   | 5          | 13,93 | 7055   | 4          | —                        | —                        | —                        | —                        | —                        | —                        | —     | —      | —          | —     | —      | —          | —     | —      | —          | —     | —      | —          | —     | —      | —          | —     | —      | —          | —     | —      | —          |
| Levanta-Extremadura Unida (EU)                                      | 1,15  | 590    | 0          | —     | —      | —          | —     | —      | —          | Con Partido Popular (PP) | Con Partido Popular (PP) | Con Partido Popular (PP) | Con Partido Popular (PP) | Con Partido Popular (PP) | Con Partido Popular (PP) | 4,81  | 2293   | 0          | 3,27  | 1375   | 0          | 4,35  | 1918   | 0          | 5,04  | 1688   | 1          | 11,6  | 4123   | 3          | 10,1  | 3142   | 2          | —     | —      | —          |
| Cáceres Eres Tú                                                     | —     | —      | —          | —     | —      | —          | 8,78  | 4448   | 2          | —                        | —                        | —                        | —                        | —                        | —                        | —     | —      | —          | —     | —      | —          | —     | —      | —          | —     | —      | —          | —     | —      | —          | —     | —      | —          | —     | —      | —          |
| Foro Ciudadano de Cáceres (FCC)                                     | —     | —      | —          | —     | —      | —          | —     | —      | —          | 1,61                     | 824                      | 0                        | 6,55                     | 3236                     | 1                        | —     | —      | —          | —     | —      | —          | —     | —      | —          | —     | —      | —          | —     | —      | —          | —     | —      | —          | —     | —      | —          |
| Agrupación Cacereña Independiente (ACI)                             | —     | —      | —          | —     | —      | —          | —     | —      | —          | —                        | —                        | —                        | —                        | —                        | —                        | —     | —      | —          | —     | —      | —          | —     | —      | —          | —     | —      | —          | —     | —      | —          | 8,41  | 2617   | 2          | 17,18 | 4650   | 4          |
| Centro Democrático y Social (CDS)-Unión de Centro Democrático (UCD) | —     | —      | —          | —     | —      | —          | —     | —      | —          | —                        | —                        | —                        | —                        | —                        | —                        | —     | —      | —          | —     | —      | —          | —     | —      | —          | 4,49  | 1505   | 0          | 13,92 | 4944   | 4          | 1,99  | 620    | 0          | 40,53 | 10 968 | 10         |

## Evolución de la deuda viva municipal
El concepto de deuda viva contempla sólo las deudas con cajas y bancos relativas a créditos financieros, valores de renta fija y préstamos o créditos transferidos a terceros, excluyéndose, por tanto, la deuda comercial.
| Gráfica de evolución de la deuda viva del Ayuntamiento entre 2008 y 2023                          |
|                                                                                                   |
| Deuda viva del Ayuntamiento de Cáceres, en miles de euros, según datos del Ministerio de Hacienda |